# Geschiedenis van het hindoeïsme
De geschiedenis van het hindoeïsme beschrijft de ontwikkeling van een variëteit aan tradities (stromingen) van het hindoeïsme, die ontstaan zijn en zich ontwikkeld hebben op het Indisch subcontinent. Deze geschiedenis valt samen met de ontwikkeling van de religie in het subcontinent sinds het begin van de ijzertijd (rond 1200 v.Chr). Sommige tradities kunnen herleid worden tot prehistorische religies zoals die van de Indusbeschaving uit de bronstijd. 
Het hindoeïsme wordt in sommige publicaties de oudste religie van de wereld genoemd. Aan de andere kant noemt Smart het "als veel recenter, maar wel met enkele oude wortels, in zekere zin ontstond het in de late 19e en begin 20e eeuw". Diverse deskundigen beschouwen het hindoeïsme als een synthese van verschillende Indiase culturen en religieuze stromingen, zonder eenduidige oorsprong of grondvester. Tot de wortels waaruit het voortkwam behoren de Vedische religie uit de late Vedische tijd met haar nadruk op de status van priesters (brahmanisme), de religies van de Indusbeschaving, de Sramana-tradities uit Oost-India en plaatselijke Adivasi volkstradities.
De geschiedenis van het hindoeïsme valt onder te verdelen in enkele ontwikkelingsperioden:
1. De eerste periode is de voor-Vedische periode, die de Indusbeschaving en plaatselijke prehistorische religies omvatte. Deze periode eindigde omstreeks 1750 v.Chr.
2. Deze periode werd in Noord-India gevolgd door de Vedische periode, toen de Vedische religie volgens de Indo-Arische migratie-theorie werd geïntroduceerd door volksverhuizingen. Het begin hiervan ligt volgens Witzel tussen 1900 en 1400 v.Chr.; volgens Flood rond 1500 v.Chr.[2]
3. In de derde periode vanaf 800 v.Chr. trad een soort van vertakking uit de Vedische religies op, waarna uit het hindoeïsme, het boeddhisme, jaïnisme en sikhisme vorm kregen.

Westerse geleerden zien het hindoeïsme als een samensmelting. "Het effect van de Arische migratie was dat zeer verschillende volken en culturen met elkaar in contact kwamen, waardoor de Indiase maatschappij een grote verandering onderging. Gedurende vele eeuwen ontstond een samensmelting van Arische en Dravidische volken, een complex proces dat door historici wordt aangeduid als de Indo-Arische synthese." Er was sprake van een periode van consolidatie van verschillende Indiase culturen en tradities, soms aangeduid als "hindoe-synthese," soms als "brahmaanse synthese" of als "orthodoxe synthese". Dit vond plaats tussen de periode waarin de laatste Vedische heilige geschriften ontstonden (circa 500 v.Chr) en de Gupta-periode (circa 320-467 n.Chr).
In het tijdvak van circa 200 v.Chr. tot 100 na Chr. ontstonden de smriti-teksten, waarin de vóór die tijd geschreven Veda's gezaghebbend werden genoemd. Het accepteren van de Veda's werd het criterium om het hindoeïsme te definiëren tegenover degenen die de Vedas verwierpen. De meeste basisideeën en praktijken van het klassiek hindoeïsme volgen uit de smriti-literatuur. De grote epische werken in het Sanskriet, Ramayana en Mahabharata, behoren ook tot de smriti-literatuur. Ze bevatten mythologische verhalen over de heersers en oorlogen in het oude India, en worden afgewisseld met religieuze en filosofische verhandelingen. 
Aansluitend trad de klassieke "gouden eeuw" van het hindoeïsme op (circa 320-650), wat samenviel met de periode van de Gupta's. In deze periode ontstonden de zes stromingen van de hindoeïstische filosofie, namelijk samkhya, yoga, nyaya, vaisheshika, mimamsa en vedanta. Monotheïstische sekten als shaivisme en vaishnavisme ontwikkelden zich in dezelfde tijd middels de Bhakti-beweging. 
De periode tussen ongeveer 650 tot 1100 is de laat-klassieke periode of vroege middeleeuwen, waarin het klassieke puranisch hindoeïsme zich vestigde, dat (deels) gebaseerd is op de purana's. De purana's zijn hindoegeschriften die een vastlegging van het gedachtegoed betekenden en tot meer eenheid leidden. Met de Advaita Vedanta van Shankara, werd ook boeddhistisch gedachtegoed in de Vedanta, een stroming in de Indische filosofie, opgenomen. Dit markeerde een verandering van realisme naar een meer idealistische zienswijze.
Tussen ongeveer 1200 en 1750 werd de Bhakti-beweging prominenter, zowel onder Hindoe- als onder Islamitische heersers. Deze beweging is ook tegenwoordig nog invloedrijk. In Brits-Indië zag men de opkomst van hindoeïstische hervormingsbewegingen, deels geïnspireerd door westerse bewegingen als het Unitarisme en Theosofie. De deling van Brits-Indië in 1947 verliep langs religieuze grenzen, waaruit de Republiek India met een Hindoe-meerderheid ontstond. In de 20e eeuw ontstonden door de Indiase diaspora overal ter wereld Hindoe-minderheden. De grootste gemeenschappen in absolute aantallen ontstonden in de Verenigde Staten en in het Verenigd Koninkrijk.